# Первомайское сельское поселение (Вологодская область)
Первомайское сельское поселение — сельское поселение в составе Чагодощенского района Вологодской области.
Центр — посёлок Смердомский.
Образовано 1 января 2006 года в соответствии с Федеральным законом № 131 «Об общих принципах организации местного самоуправления в Российской Федерации».
В состав сельского поселения вошёл Первомайский сельсовет.

## География
Расположено на северо-западе района. Граничит:
- на востоке с городским поселением Чагода и Избоищским сельским поселением,
- на юге с городским поселением Сазоново и Белокрестским сельским поселением,
- на юго-западе с Новгородской областью,
- на западе и севере с Ленинградской областью.

По территории сельского поселениям проходит автодорога А114, протекают реки Чагода, Устенка, Смердомка, Городенка.

## Населённые пункты
В 1999 году был утверждён список населённых пунктов Вологодской области. С тех пор состав Первомайского сельсовета и сельского поселения не измеялся.
В состав сельского поселения входят 12 населённых пунктов, в том числе
10 деревень,
2 посёлка.
| Населённый пункт     | ОКАТО          | Рег. номер | Расстояние до районного центра, км | Расстояние до центра поселения, км | Индекс | Координаты                      |
| -------------------- | -------------- | ---------- | ---------------------------------- | ---------------------------------- | ------ | ------------------------------- |
| деревня Анисимово    | 19 254 824 002 | 7318       | 21                                 | 4                                  | 162413 | 59°10′26″ с. ш. 35°07′55″ в. д. |
| деревня Вялье        | 19 254 824 003 | 7319       | 18                                 | 7                                  | 162400 | 59°09′18″ с. ш. 35°10′10″ в. д. |
| деревня Заручевье    | 19 254 824 004 | 7320       | 30                                 | 5                                  | 162400 | 59°08′20″ с. ш. 34°59′41″ в. д. |
| деревня Игнашино     | 19 254 824 005 | 7321       | 31                                 | 6                                  | 162400 | 59°08′07″ с. ш. 34°58′54″ в. д. |
| деревня Новая        | 19 254 824 006 | 7323       | 32                                 | 7                                  | 162414 | 59°08′22″ с. ш. 34°58′17″ в. д. |
| деревня Новинка      | 19 254 824 007 | 7322       | 30                                 | 5                                  | 162414 | 59°08′50″ с. ш. 35°00′16″ в. д. |
| деревня Оксюково     | 19 254 824 008 | 7324       | 22                                 | 5                                  | 162413 | 59°11′03″ с. ш. 35°06′59″ в. д. |
| посёлок Первомайский | 19 254 824 014 | 7326       | 21                                 | 4                                  | 162414 | 59°10′23″ с. ш. 35°07′10″ в. д. |
| деревня Пучнино      | 19 254 824 010 | 7325       | 37                                 | 12                                 | 162400 | 59°09′32″ с. ш. 34°53′54″ в. д. |
| деревня Смердомля    | 19 254 824 011 | 7327       | 29                                 | 4                                  | 162414 | 59°08′34″ с. ш. 35°00′18″ в. д. |
| посёлок Смердомский  | 19 254 824 001 | 7317       | 25                                 | —                                  | 162414 | 59°10′34″ с. ш. 35°03′33″ в. д. |
| деревня Ушаково      | 19 254 824 013 | 7328       | 28                                 | 3                                  | 162400 | 59°09′03″ с. ш. 35°01′38″ в. д. |